# Петров, Сергей Анатольевич (предприниматель)
Серге́й Анато́льевич Петро́в (род. 16 августа 1954, Чкалов) — российский политический деятель, предприниматель. Основатель группы компаний «Рольф». С 2007 по 2016 год — депутат Государственной Думы V и VI созывов, входил во фракцию «Справедливая Россия». В 2016 году, после прекращения депутатских полномочий, вернулся к работе в группу компаний «Рольф» — являлся председателем Совета директоров ГК «Рольф» до 2019 года.

## Биография
Сергей Анатольевич Петров родился 16 августа 1954 года в Чкалове (ныне — Оренбург). После окончания школы в 1971 году поступил в Оренбургское высшее военное авиационное Краснознамённое училище лётчиков им. И. С. Полбина.
В 1975 году присвоена квалификация офицера с военно-специальным образованием лётчик-инженер, служил инструктором в училище.
В 1982 году в звании майора уволен из рядов Советской Армии, а также исключён из КПСС за участие в неофициальной демократической организации и антисоветскую агитацию.
В 1982—1987 получил второе высшее образование в Заочном институте советской торговли (ныне РЭУ им. Г. В. Плеханова) по специальности «экономика труда».
В 1989—1991 годах — директор автопрокатного подразделения компании «Розек-Кар».
В августе 1991 года создал собственную компанию «Рольф».
В 2004 покинул пост президента компании, передав оперативное управление наёмным менеджерам. До 2007 года занимался долгосрочной стратегией развития компании.
2 декабря 2007 года избран депутатом Государственной Думы по спискам политической партии «Справедливая Россия», 4 декабря 2011 года повторно избран депутатом Государственной Думы от партии «Справедливая Россия», в составе Государственной Думы V и IV созыва, являлся членом комитета по бюджету и налогам. 5 октября 2016 года прекратил полномочия депутата Государственной Думы VI созыва.
Будучи депутатом Государственной Думы голосовал против принятия закона Димы Яковлева и принятия «Пакета Яровой», известен своими критическими высказываниями в адрес российской власти.
27 июня 2019 года в офисах группы компаний «Рольф» проводились обыски, изъятия документов. Как заявила пресс-служба Следственного комитета, Петрова и ряд топ-менеджеров компании подозреваются по части 3 статьи 193.1 Уголовного кодекса (совершение валютных операций по переводу денежных средств в иностранной валюте или валюте Российской Федерации на счета нерезидентов с использованием подложных документов) и якобы незаконном переводе 4 миллиардов рублей на счета одной из компаний, которой владеет Петров. Петров все обвинения отверг, назвал обвинения не соответствующими нормам права. Обыски Петров связал либо с попыткой рейдерского захвата компании, оборот которой за 2018 год составил почти 230 миллиардов рублей, либо с политической местью за его позицию в государственной думе и поддержку оппозиционеров. Также Сергей Петров заявил, что в ближайшее время возвращаться в Россию не собирается.
В июле 2019 года по собственной инициативе вышел из состава Совета директоров компании «Рольф».
6 сентября 2019 года Следственный комитет РФ объявил Петрова в международный розыск по делу о выводе за рубеж 4 млрд рублей.
В ноябре 2019 года Петров сообщил о намерении продать компанию «Рольф» и о формировании закрытого списка претендентов на покупку автодилера. В итоге сделка не состоялась.
22 декабря 2023 года Президент Российской Федерации Владимир Путин подписал указ о передаче акций компании «Рольф» под временное управление государства — мера, созданная для фактической национализации активов «недружественных» стран, которая была таким образом впервые применена в отношении компании, созданной российским бизнесменом. Петров определил данный шаг как «правовой беспредел и выстрел в ногу государству».
Новым владельцем дилерского автохолдинга «Рольф» 2 сентября 2024 года стал президент Международной ассоциации бокса (IBA) Умар Кремлев.

## Личная жизнь и семья
Женат. Имеет двоих сыновей.
Увлекается горными лыжами, ездой на велосипеде. Собирает модели кораблей русско-японской войны.
Постоянно проживает в Австрии (имеет австрийское гражданство и российское).

## Доходы
- В 2009 году занимал 51 место в списке Forbes «Сто богатейших бизнесменов России»[21].
- В 2010 занял 50 место в списке Forbes «Власть и деньги 2010»[22].
- В 2019 году занял 114 место в рейтинге Forbes «„200 богатейших бизнесменов России“», состояние предпринимателя оценивалось в 900 миллионов долларов[23].

## Взгляды
О бизнесе в России:

К сожалению, бизнес в России практически беззащитен. И у бизнесменов не так много способов себя защитить… Бизнес — это не ради денег. Деньги в бизнесе — это всего лишь кровь в организме, которая ему позволяет существовать…Самый прибыльный бизнес — это честный бизнес. Хватит одного принципа, потому что он самый главный и все другие следуют из него… Серьёзным инвесторам, которые приходят надолго, нужны перемены. Без сигнала, что в стране начинается демократизация, большая часть западных инвесторов не придет.

Я человек либеральных взглядов, но понимаю, что лучшая комбинация для нашей страны — бизнес и социал-демократия. И в такой компании нужно людей убеждать, что никто, кроме бизнеса, не вытащит нашу страну из болота, что бизнес и экономика — синонимы.

Политические взгляды:

Всё это — расстановка стульев на «Титанике».

Но мне было тошно при коммунизме независимо от того, полезен он был лично для меня или нет.

Ясно одно — пока не будет партийной конкуренции, о нормальной антикоррупционной кампании не может идти и речи.

Нужны реформы обычного демократического характера, чтобы показать инвесторам: мы начали двигаться! Как только мы решим создавать инвестиционный климат, дружелюбную среду для бизнеса, то кому-то в погонах уже нельзя будет командовать. Дальше включаются профессионалы, которым никто не мешает, и идет тонкая настройка. Либо мы продолжаем раздувать щеки, либо создаем реальную экономику.

До тех пор пока в стране не будет политической конкуренции, то есть до того времени пока чиновники не будут знать, что возьми они взятку — их выкинут к чертовой матери с работы, никаких перемен, конечно, не произойдет.

Дело даже не в том, что коррумпированная бюрократия не способна на экономические и политические реформы. Она вообще не в состоянии пропускать никакие сигналы, включая команды сверху. Всякие благие намерения власти, если бы вдруг такие появились, увязнут в ней, как топор в тесте. Как часы работают лишь схемы всероссийского «роспила».

Можно ли в нашей необъятной стране найти 10 честных прокуроров? Без сомнения. Но не при этой власти.

Эволюционного выхода у нас не осталось.